# TSA PreCheck

TSA PreCheck的商标

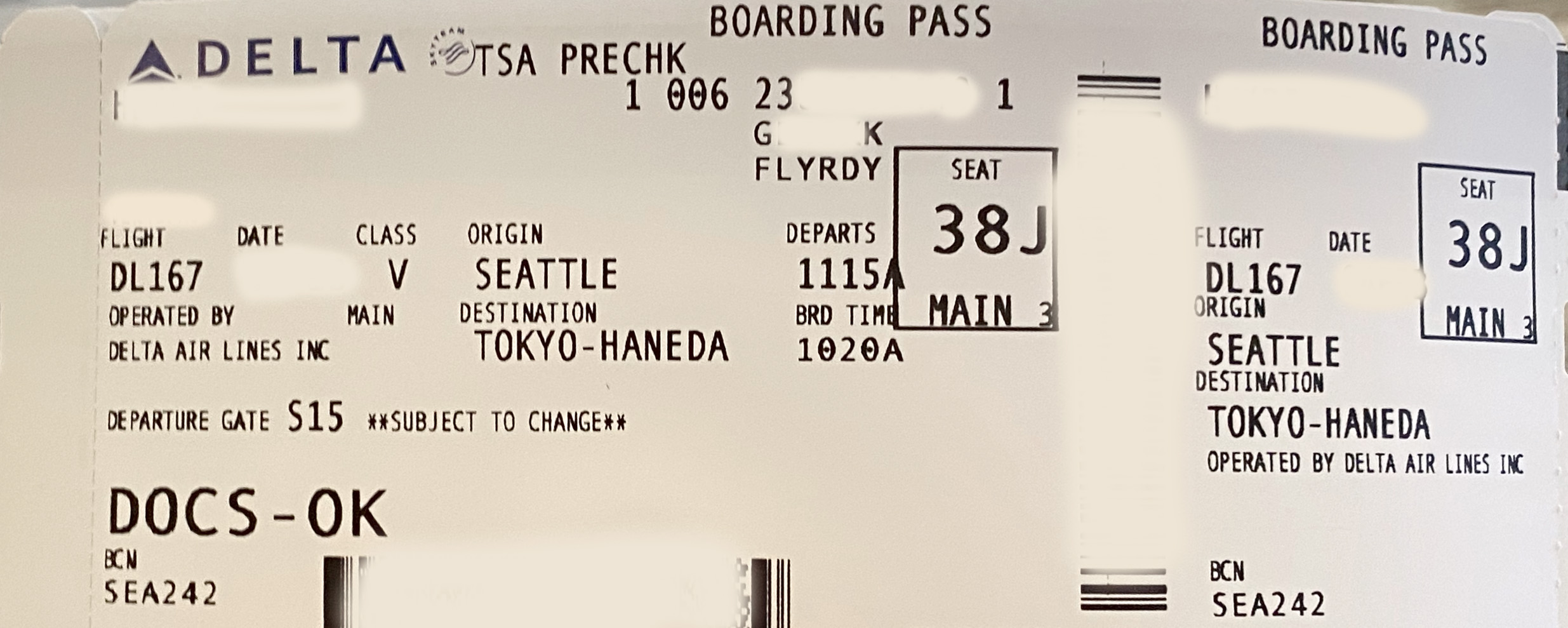
一张印有TSA PreCheck标记的登机牌

TSA PreCheck（品牌名风格化为）是一项自2013年12月开始正式运作的受信任旅客计划（Trusted Traveler Program）。其由美国运输安全管理局管理运营。该项目允许预先筛选的旅行常客在美国机场出发（无论搭乘国内或国际航班）时享受快速安检待遇。除了使用单独的安检通道，TSA PreCheck的用户还无需脱鞋、脱下夹克、取出随身旅行包里的电脑和常规旅行尺寸的水杯等，因此可以比一般旅客更快通过安全检查区域。到2023年，有1800万旅客加入了该项目。另外，截止到2023年7月，这项目在全美超过200个机场提供服务，超过80%的旅客能在5分钟内完成安检。
美国公民和美国永久居民均有资格申请成为TSA PreCheck会员。除此之外，所有全球入境会员、持有美国公民或永久居民或加拿大公民身份的NEXUS会员、持有美国公民或永久居民身份的SENTRI会员，以及美国军队成员也能在美国机场自动获得TSA PreCheck待遇。
提交申请及支付5年78美元费用后，申请者将会经历背景调查，并前往服务中心采集指纹。和其他美国受信任旅客计划由美国政府直接负责不同，TSA PreCheck的审批由美国政府外包给IDEMIA和Telos两家商业公司负责。美国运输安全管理局与一系列银行合作使他们的信用卡会员能报销他们的会员费用。申请获得批准后，申请者会得到一个已知旅客号码（Known Traveler Number）。和全球入境、NEXUS、SENTRI不同的是，TSA PreCheck并不会给用户发任何身份卡片，也不会让用户获得任何入境美国的便利。
用户需要在订票时或在美国机场出发值机时输入他们的已知旅客号码，如果验证通过，旅客的登機證会有诸如“TSA PRECHK”、“TSA PRE”、“TSA Pre✓®”的字样以示他们拥有使用快速安检通道的资格。12岁以下的儿童可以随他们有TSA PreCheck资格的父母或位于同一机票预定单的监护人一起使用快速安检通道。2023年5月起，美国运输安全管理局作出一项修改，允许13至17岁的青少年获得同样待遇。另外，美国运输安全管理局表示项目会员可能仍有可能会被随机抽查而不能保证使用快速安检待遇。如果旅客违反联邦运输法规，则更有可能会被剥夺资格。
该项目因其在机场占用了独立的安检区域和人力，造成普通旅客的安检等候时间延长，引发了一些公平性的争议。